# 31e cérémonie des European Film Awards
La 31e cérémonie des prix du cinéma européen (31st European Film Awards), organisée par l'Académie européenne du cinéma, s'est déroulée le 15 décembre 2018, à Séville (Espagne), et a récompensé les films européens sortis dans l'année.

## Déroulement et faits marquants
Lors de la cérémonie, qui a lieu le 15 décembre 2018, le film Cold War remporte cinq prix : meilleur film, 
meilleur réalisateur, meilleure actrice, meilleur scénario et meilleur montage.

## Palmarès

### Meilleur film
- Cold War (Zimna wojna) de Paweł Pawlikowski  Pologne
  - Border (Gräns) de Ali Abbasi  Suède
  - Dogman de Matteo Garrone  Italie
  - Girl de Lukas Dhont  Belgique
  - Heureux comme Lazzaro (Lazzaro Felice) de Alice Rohrwacher  Italie

### Meilleure comédie
- La Mort de Staline (The Death of Stalin) de Armando Iannucci  Royaume-Uni
  - Le Sens de la fête de Olivier Nakache et Eric Toledano  France
  - Diamantino de Gabriel Abrantes et Daniel Schmidt  Portugal

### Meilleur réalisateur
- Paweł Pawlikowski pour Cold War (Zimna wojna)
  - Ali Abbasi pour Border (Gräns)
  - Matteo Garrone pour Dogman
  - Samuel Maoz pour Foxtrot
  - Alice Rohrwacher pour Heureux comme Lazzaro (Lazzaro Felice)

### Meilleur acteur
- Marcello Fonte dans Dogman
  - Jakob Cedergren dans The Guilty
  - Rupert Everett dans The Happy Prince
  - Sverrir Gudnason dans Borg McEnroe
  - Tomasz Kot dans Cold War
  - Victor Polster dans Girl

### Meilleure actrice
- Joanna Kulig dans Cold War
  - Marie Bäumer dans Trois Jours à Quiberon
  - Halldóra Geirharðsdóttir dans Woman at War
  - Bárbara Lennie dans Petra
  - Eva Melander dans Border
  - Alba Rohrwacher dans Heureux comme Lazzaro

### Meilleur scénariste
- Paweł Pawlikowski pour Cold War (Zimna wojna)
  - Ali Abbasi, Isabella Eklöf et John Ajvide Lindqvist pour Border (Gräns)
  - Matteo Garrone, Ugo Chiti et Massimo Gaudioso pour Dogman
  - Gustav Möller et Emil Nygaard Albertsenpour The Guilty
  - Alice Rohrwacher pour Heureux comme Lazzaro (Lazzaro Felice)

### Meilleur directeur de la photographie
- Martin Otterbeck pour Utoya, 22 juillet (Utøya 22. juli)

### Meilleur monteur
- Jarosław Kamiński pour Cold War (Zimna wojna)

### Meilleur chef décorateur européen
- Andreï Ponkratov pour Leto (Лето)

### Meilleur compositeur
- Christoph M. Kaiser et Julian Maas pour Trois jours à Quiberon (3 Tage in Quiberon)

### Meilleur créateur de costumes
- Massimo Cantini Parrini pour Dogman

### Meilleur ingénieur du son
- André Bendocchi-Alves et Martin Steyer pour The Captain - L'Usurpateur (Der Hauptmann)

### Meilleur film d'animation
- Another Day of Life de Raul de la Fuente et Damian Nenow  Pologne
  - Cro Man (Early Man) de Nick Park  Royaume-Uni
  - Parvana, une enfance en Afghanistan (The Breadwinner) de Nora Twomey  Royaume-Uni
  - Croc-Blanc de Alexandre Espigares  France

### Meilleur film documentaire
- A Woman Captured (Egy nő fogságban) de Bernadett Tuza-Ritter  Hongrie
  - Bergman - A Year in a Life de Jane Magnusson  Suède
  - Of Fathers and Sons de Talal Derki  Allemagne
  - The Distant Barking of Dogs de Simon Lering Wilmont  Danemark  Finlande  Suède
  - The Silence of Others de Almudena Carracedo et Robert Bahar  Espagne

### People's Choice Award
- Call Me by Your Name de Luca Guadagnino  Italie
  - Borg McEnroe de Janus Metz Pedersen  Suède
  - Le Sens de la fête de Olivier Nakache et Eric Toledano  France
  - Dunkerque (Dunkirk) de Christopher Nolan  Royaume-Uni
  - Les Heures sombres (Darkest Hour) de Joe Wright  Royaume-Uni
  - In the Fade (Aus dem Nichts) de Fatih Akin  Allemagne
  - La Mort de Staline (The Death of Stalin) de Armando Iannucci  Royaume-Uni  France
  - Valérian et la Cité des mille planètes de Luc Besson  France
  - Confident Royal (Victoria & Abdul) de Stephen Frears  Royaume-Uni

### Discovery of the Year - Prix FIPRESCI
- Girl de Lukas Dhont  Belgique
  - One Day de Zsófia Szilágyi  Hongrie
  - Scary Mother (Sashishi deda) de Ana Urushadze  Géorgie
  - The Guilty de Gustav Möller  Danemark
  - Those Who Are Fine de Cyril Schäublin  Suisse
  - Touch Me Not (Nu mă atinge-mă) de Adina Pintilie  Roumanie

### Achievement in World Cinema Award
- Ralph Fiennes

### Lifetime Achievement Award
- Carmen Maura